# Semagacestat
Semagacestat ist ein von der Firma Eli Lilly and Company entwickelter potentieller Arzneistoff aus der Gruppe der γ-Sekretase-Inhibitoren, der in der Therapie der Alzheimer-Krankheit eingesetzt werden soll. Nach enttäuschenden Ergebnissen aus klinischen Studien über die Wirksamkeit von Semagacestat, welche eine Unterlegenheit gegenüber Placebo zeigten und daher vorzeitig abgebrochen wurden, ruht die Weiterentwicklung des Wirkstoffs.

## Pharmakologie

### Wirkmechanismus
Semagacestat ist ein γ-Sekretase-Inhibitor. Durch die Hemmung des γ-Sekretase-Enzyms wird die Bildung von β-Amyloid aus dem Amyloid-Precursor-Protein unterdrückt, welches bei Alzheimer-Patienten als Ablagerung im Gehirn vorkommt und die Funktion der Nervenzellen beeinflusst. Dies führt zum Gedächtnisverlust. 
Im Tierversuch wurde eine dosisabhängige Veränderung der β-Amyloid-Konzentration durch Semagacestat nachgewiesen. Bei subeffizienten Konzentrationen zeigten sich erhöhte Konzentrationen von β-Amyloid, während bei Gabe höherer Dosen eine konzentrationsabhängige Inhibition festgestellt wurde.

### Pharmakokinetik
Die Substanz wird rasch absorbiert, maximale Plasmaspiegel werden nach 0,5 bis 2 Stunden erreicht. Semagacestat hat eine Plasmahalbwertszeit von circa 2,5 Stunden mit einer linearen Dosis-Wirkungs-Beziehung.